# Braco tirolês
A braco tirolês[Nota] (em alemão:  tiroler bracke) é uma raça de médio porte descendente, como todos os demais cães deste tipo, dos sabujos celtas. De pelagem dupla resistente, é o cão mais puro entre os sabujos de caça, usado desde os anos de 1 500 pelo imperador Maximiliano nas caçadas e como cães guias, relatos este descritos em seus livros. Alguns séculos mais tarde, estabeleceu-se um padrão oficialmente reconhecido e de todas as variedades permanecem apenas as de cores vermelha e preto-e-castanho.